# Masaoka Shiki
Det här är en artikel om en person med japanskt personnamn; Masaoka är familjenamnet.
Masaoka Shiki (正岡 子規), född 17 september 1867 i Matsuyama, död  19 september 1902 i Tokyo (tuberkulos), pseudonym för Masaoka Noboru (正岡 升), var en japansk författare, poet, litteraturkritiker och journalist under meijiperioden. 
| ”                                              | Shiki, Björling och Ungaretti med livets kritor på dödens tavla. Dikten som är fullkomligt möjlig. | „ |
| – Tomas Tranströmer, Ur dikten Hommages (1966) | |   |

## Verksamhet
Masaoka anses allmänt vara den som införde och utvecklade den moderna  haikudiktningen ur äldre former. Han spelade även en avgörande roll i förnyandet av klassisk wakapoesi genom införandet av tanka. Med sin poesi intog han en plats vid sidan av 1600-talets och 1700-talets mästare Bashō, Buson och Issa.

## Verk

### Svenska
- Masaoka, Shiki: Japanska haiku-dikter för fyra årstider. 64 haiku i tolkning av Noriko Thunman och Per Erik Wahlund. Kalligrafier av Hiroko Kimura. 159 s. (Orienta, 1998) ISBN 952-5199-03-7

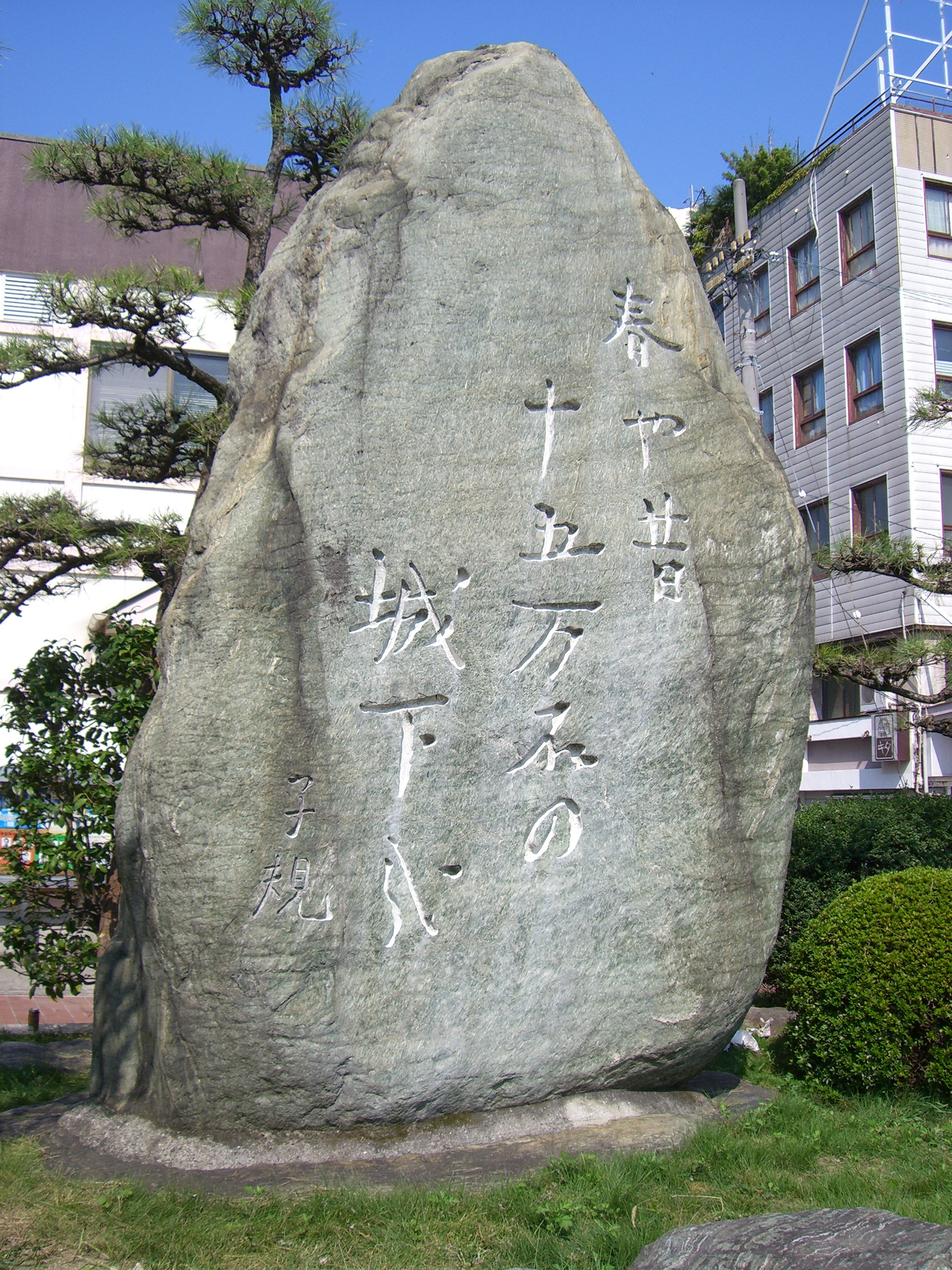
Ett monument med en haiku av Shiki, framför stationen i Matsuyama.

### Engelska
- Janine Beichman: Masaoka Shiki (Kodansha International, 1986) ISBN 0-87011-753-X (Cheng & Tsui Edition, 2002) ISBN 0-88727-364-5
- Masaoka Shiki: Masaoka Shiki: Selected Poems, translated by Burton Watson, 120 s, 144 haiku, 35 tanka, 3 kanshi (Columbia University Press © 1997) ISBN 0-231-11090-1
- Masaoka Shiki: Songs from a Bamboo Village: Selected Tanka from Take no Sato Uta, translated by Sanford Goldstein and Seishi Shinoda, 488 s., 298 tanka (Rutland, VA, Charles E. Tuttle Co. © 1998) ISBN 0-8048-2085-6

## Eftermäle
Asteroiden 7206 Shiki är uppkallad efter Masaoka Shiki.

## Fotnoter
1. 1 2  Aleksandr M. Prochorov (red.), Большая советская энциклопедия : [в 30 т.], tredje utgåvan, Stora ryska encyklopedin, 1969, läst: 15 augusti 2016.[källa från Wikidata]
2. ↑  Brockhaus Enzyklopädie, Brockhaus Enzyklopädie-ID: masaoka-shiki, läst: 9 oktober 2017.[källa från Wikidata]
3. ↑  Aleksandr M. Prochorov (red.), ”Масаока Сики”, Большая советская энциклопедия : [в 30 т.], tredje utgåvan, Stora ryska encyklopedin, 1969, läst: 15 augusti 2016.[källa från Wikidata]
4. ↑  Encyclopædia Britannica, Encyclopædia Britannica Online-ID: biography/Masaoka-Shikitopic/Britannica-Online, läst: 9 oktober 2017.[källa från Wikidata]
5. ↑  SNAC, SNAC Ark-ID: w67373v4, läs online, läst: 9 oktober 2017.[källa från Wikidata]
6. 1 2  Tjeckiska nationalbibliotekets databas, NKC-ID: jo2014828650, läst: 30 augusti 2020.[källa från Wikidata]
7. ↑  läs online, baseball-museum.or.jp .[källa från Wikidata]
8. ↑  läs online, www.nihonkiin.or.jp .[källa från Wikidata]
9. ↑  Ur diktsamlingen Klanger och spår (1966).
10. ↑  ”Minor Planet Center 7206 Shiki” (på engelska). Minor Planet Center. https://www.minorplanetcenter.net/db_search/show_object?object_id=7206. Läst 24 juni 2023.